# Операція «Носоріг»
Операція «Носоріг» (англ. Operation Rhino) — спільна військова операція американських сил спеціальних операцій (3-й батальйон 75-го полку рейнджерів) та 101-ї повітрянодесантної дивізії в Афганістані. Змістом операції «Носоріг» була висадка з повітря передової групи американських військ на південному заході від міста Кандагар та захоплення й виведення з ладу деяких об'єктів Талібану в районі, на початковій стадії вторгнення американських військ до Афганістану.

## Зміст
З початком вторгнення американських військ до Афганістану з метою повалення режиму Талібану, на територію країни була заслані різнорідні групи розвідки, спостереження та наведення авіаційних ударів. Район, що знаходився у пустелі Регістан на відстані 190 км на південний захід від адміністративного центру провінції Кандагар, становив певний інтерес для американського командування, розміщувався неподалік від пакистанського кордону й мав велике значення у планах вторгнення. За чотири доби до початку операції, цей сектор уважно обстежила група морських котиків SEAL, яка забезпечила командування найсвіжішою інформацією про район запланованої висадки рейнджерів.
У нічний час 19 жовтня 2001 року, рота рейнджерів (199 осіб) зі складу 3-го батальйону 75-го полку рейнджерів здійснила десантування 4-ма літаками Lockheed MC-130 на злітно-посадкову смугу польового аеродрому південніше Кандагару та захопила комплекс будинків, технічних споруд тощо, що пізніше стало передовою базою «Носоріг».
Перед початком висадки десанту по виявлених цілях супротивника завдали бомбовий удар декілька бомбардувальників B-2, а згодом був проведений штурмовий удар із літаків вогневої підтримки AC-130, що здійснювали безпосереднє прикриття десантування американських рейнджерів. У наслідок бомбо-штурмового удару, бойовики Талібану зазнали певних втрат у живій силі та техніці, деякі прибічники втекли зі своїх позицій.
4 літаки MC-130 Combat Talon буквально після удару в повній темряві здійснили викидання десантників з висоти 250 метрів на злітну смугу аеродрому.
Основними завданнями десанту рейнджерів у зоні висадки були:
- захоплення та утримання злітно-посадкової смуги аеродрому (пізніше стала основою для розгортання табору «Носоріг»);
- знищення формувань Талібану, що будуть виявлені поблизу об'єкту захоплення;
- знищення ворожої техніки та матеріальних цінностей, що будуть виявлені;
- розвідка обстановки в районі проведення операції;
- оцінка технічних спроможностей аеродромної інфраструктури з метою використання надалі;
- заснування передового пункту дозаправлення/оснащення боєприпасами для гелікоптерів, що діяли за планом операції на об'єкті Гекко.

Негайно після висадки, рейнджери вступили у вогневе протистояння з місцевими силами бойовиків Талібану. Рота «A» батальйону зачищала об'єкти з кодовим ім'ям «Станум» та «Залізо». Рота «C», своєю чергою, висунулася до об'єкту з кодовим ім'ям «Кобальт», що становив комплекс приміщень за високим парканом, де дислокувалися бойовики. Одночасно, група фахівців психологічних операцій 9-го батальйону ІПсО розпочала передачу із застосуванням гучномовців, змушуючи повстанців у таборі скласти зброю та капітулювати. Незабаром з'ясувалося, що табір покинутий, усі його охоронці втекли.
Через нетривалий час, після доповіді командира десанту про захоплення усіх важливих цілей, перший літак MC-130 сів на злітну смугу, маючи на борту медичний персонал. 2 рейнджери, що отримали травми під час нічного стрибка з парашутом, були негайно обстежені та ним надана медична допомога.
Тим часом бойові контролери ССО здійснили оцінку стану злітної смуги й зв'язалися з літаками вогневої підтримки AC-130, які баражували поблизу місця бою. Коли вони побачили наближення колони ворожих військ на автомобілях до польового аеродрому, AC-130 завдали удару й знищили їх.
Незабаром на аеродром приземлилися вертольоти MH-60 та MH-47 160-го авіаційного полку спецоперацій, що підтримували бої на об'єкті Гекко. Передова група забезпечення, за допомогою літака-заправника MC-130 дозаправила їх та поповнила запаси боєприпасів. Вертольоти відбули далі на забезпечення повітряної підтримки американських військ, що билися неподалік.
Протягом 5,5 годин рейнджери та інші оператори ССО утримували захоплені об'єкти й виконували інші завдання, практично без втрат. Після успішного завершення американські військові завантажилися на борт літака MC-130 й залишили місце проведення операції.
25 листопада 2001 року на захопленому польовому аеродромі в пустелі була заснована передова оперативна база «Носоріг», на який базувався 15-й експедиційний полк морської піхоти США, який разом з 101-ю повітрянодесантною дивізією діяли у цій операційній зоні на півдні Афганістану.

## Відео
- U.S. Army Rangers Jump Into Afghanistan — Operation Rhino (2001)